# S&M Hunter
S&M Hunter (jap. 地獄のローパー、緊縛・SM・18才, Jigoku no Rōpā, Kinbaku SM 18-sai, wörtliche Übersetzung „Fessler der Hölle, Shibari, SM, 18 Jahre“) ist ein japanischer Spielfilm aus dem Jahr 1986. Es handelt sich um einen Pink Eiga mit Elementen der Komödie, des Westerns und des Superheldenfilms. Regie führte Shūji Kataoka, die Titelrolle spielte Shirō Shimomoto. International wurde der Film erst über 20 Jahre nach seiner Premiere in Japan veröffentlicht. 2009 erschien er in den USA auf DVD, zuvor wurde er dort bereits auf dem Austin Fantastic Fest und dem San Francisco Independent Film Festival gezeigt. In Deutschland lief er 2010 auf dem Pornfilmfestival Berlin.

## Handlung
Hauptperson des Films ist der einäugige S&M Hunter. Dieser hat die Fähigkeit, Frauen in Sekundenschnelle zu fesseln und gefügig zu machen. Er wird von dem homosexuellen Geschäftsmann Joe um Hilfe gebeten. Dessen Freund Jack wurde von einer weiblichen Gang entführt. Der S&M Hunter befreit den Mann gemeinsam mit einem befreundeten Dungeonbesitzer und dessen Sklavin Maria. Dabei trifft er auf Meg, die für den Verlust seines Auges verantwortlich ist. Es kommt zum Showdown, zu dem Meg in einer an das Dritte Reich angelehnten Uniform erscheint. Der S&M Hunter verliert bei dem Kampf auch sein zweites Auge, kann Meg aber dennoch besiegen. Er befriedigt sie sexuell und lässt sie dann, an einem Kran hängend, zurück.